# 1945 في بيرو
فيما يلي قوائم الأحداث التي وقعت خلال عام 1945 في بيرو.

## سياسة

### تعيين في المنصب
- 28 يوليو – خوسيه بوستامانتي ص ريفيرو رئيس بيرو.
- 28 يوليو – فرناندو تيري عضو مجلس نواب بيرو.

### انتهاء فترة المنصب
- 28 يوليو – مانويل برادو رئيس بيرو.

## مواليد

### مايو
- 20 مايو – فلاديميرو مونتيسينوس سياسي بيروفي.

## وفيات

### يوليو
- 2 يوليو – أوسكار بينافيدس (مواليد 1876)